# Giovambattista Falvo
Giovambattista Falvo (Motta Santa Lucia, 7 giugno 1612 – Marsico Nuovo, 1º gennaio 1675) è stato un vescovo cattolico italiano.

## Biografia
Uomo eruditissimo, eccellente coltivatore della poesia ed esimio canonista. Fu canonico di Cosenza e  vescovo di Marsico dal 16 novembre 1671 fino alla morte.

## Genealogia episcopale
La genealogia episcopale è:
- Cardinale Guillaume d'Estouteville, O.S.B.Clun.
- Papa Sisto IV
- Papa Giulio II
- Cardinale Raffaele Riario
- Papa Leone X
- Papa Paolo III
- Cardinale Francesco Pisani
- Cardinale Alfonso Gesualdo
- Papa Clemente VIII
- Cardinale Pietro Aldobrandini
- Cardinale Laudivio Zacchia
- Cardinale Antonio Barberini, O.F.M.Cap.
- Cardinale Girolamo Colonna
- Cardinale Niccolò Albergati-Ludovisi
- Cardinale Girolamo Boncompagni
- Cardinale Giulio Spinola
- Vescovo Giovambattista Falvo